# 911 (песня Леди Гаги)
«911» — песня, записанная американской певицей Леди Гагой в качестве восьмого трека шестого студийного альбома Леди Гаги Chromatica и вышедшая одновременно с ним 29 мая 2020 года. 18 сентября 2020 года была выпущена в качестве третьего сингла с альбома вместе с сопутствующим музыкальным видео. Песне предшествует инструментальная прелюдия «Chromatica II». Она была написана самой Леди Гагой совместно с Justin Tranter, BloodPop и Madeon, а последние двое также помогали продюсировать вместе с Benjamin Rice. Песня сочетает такие стили как евродиско, синти-поп и электропоп, с некоторым влиянием фанка и техно. Лирический план песни связан с номером службы спасения и с необходимостью приёма певицей антипсихотического лекарства.
Многочисленные музыкальные критики назвали трек одним из лучших с альбома, высоко оценив как его продюсирование, так и лирическое содержание песен. Также был отмечен плавный переход между «Chromatica II» и «911», который после выпуска альбома превратился в несколько мемов. Гага исполнила «911» на MTV Video Music Awards 2020 как часть попурри во время своего выступления.

## История
«911» подробно описывает отношение Гаги к её антипсихотическому лекарству оланзапин. Гага говорит в песне: «Я принимаю антипсихотическое средство. И это потому, что я не всегда могу контролировать то, что делает мой мозг. Я знаю это. И мне нужно принимать лекарства, чтобы остановить этот процесс».
В интервью журналу Rolling Stone продюсер BloodPop подтвердил, что, пока Гага записывала песню, она настаивала на том, чтобы в студии было темно и чтобы она была в парике, дабы чувствовать себя кем-то другим, так как хотела «заново пережить всё, о чём она говорила в этой песне, с каждым новым дублем». Соавтор и продюсер Madeon добавил, что они хотели, чтобы процесс создания песни — музыка, аранжировка, монтаж, выбор звуковых эффектов — был тихим, потому что «в тексте песни так много жизни и влияния, которое вы хотите выплеснуть и дать им дышать. Вам не нужно их заглушать».

## Музыка
«911» в основном сочетает такие стили как евродиско, синти-поп и электропоп. В песне Гага также использует монотонные вокальные эффекты робота поверх индастриал-звуков синтезаторов, перемежая их с элементами техно-фанка и «триповым» психоделическим припевом.

## Отзывы
Композиция, в целом, была одобрительно встречена музыкальными экспертами и обозревателями: Спенсер Корнхабер из издания The Atlantic («выдающийся момент альбома, каждое прослушивание открывает что-то новое»), Стивен Доу из журнала Billboard (назвал песню третьим лучшим треком с альбома), Кори Гроу из журнала Rolling Stone («… между Buggles и Kraftwerk, отфильтрованных через калейдоскоп Гаги», «один лучших её музыкальных экспериментов»), Джереми Дж. Физетт из сетевого издания Beats Per Minute («самая сильная песня на пластинке»), Том Джонсон из The Line of Best Fit (также нашел его изюминкой альбома, сказав, что вместе с другим треком «Replay» они — «честная и продуманная, блестящая танцевальная музыка»).
Эван Соди из издания PopMatters написал, что хотя «Гага все ещё прячется за вокодерами и многочисленными фильтрованными вокальными эффектами», эта песня — один из лучших моментов альбома, поскольку её «реальная жизнь и опыт просачиваются сквозь промежутки ритмических цепочек 4/4». Кэрин Ганц из газеты The New York Times назвала «подмигивающую монотонность» песни «911» одним из тех лучших моментов, которые ей особенно понравились в альбоме. Микаэль Вуд из газеты Los Angeles Times назвал её «запоминающейся песней с пульсирующим ритмом». Сэл Чинквемани из журнала Slant Magazine написал, что «искаженный вокал» Гаги и «эйфорический переход от припева к треку» создают очень «эффектный контраст». Дэн Вайс из журнала Spin раскритиковал песню за то, что она «настолько многословна, что вы не можете вспомнить (или даже найти) зацепку». Марк Ричардсон из журнала The Wall Street Journal считает, что «911» вместе с другой песней, «Enigma», «показывает, что Леди Гага использует более напыщенный стиль её ранних хитов, но с меньшим эффектом».

## Музыкальное видео
Во время интервью для журнала Billboard, которое было опубликовано 17 сентября 2020 года, Гага подтвердила, что сняла видео на песню в августе. Музыкальное видео было снято индийским режиссёром Тарсемом Сингхом, который был известен как создатель клипа «Losing My Religion» группы R.E.M., получившего награду MTV Video Music Award в 1991 году. Премьера видео «911» состоялась 18 сентября 2020 года на YouTube в 19:00 по московскому времени.
На создание этого клипа режиссёра вдохновил фильм советского режиссёра армянского происхождения Сергея Параджанова «Цвет граната» 1969 года. В частности, Гага появляется в видео в окружении гранатов, в одной из сцен клипа виден постер фильма с этими фруктами, многие кадры визуально отсылаются к сценам из фильма. Режиссёр клипа Тарсем Сингх неоднократно называл Параджанова человеком, оказавшим большое влияние на его творчество. Видео содержит элементы, отсылающие к армянской культуре, например, в кадре появляются надписи «Armenian Film Festival» на афише и «զգուշություն» (с арм. — «осторожность») на жёлтой ленте.
Журнал Billboard назвал клип четвёртым лучшим видео 2020 года в списке «The 25 Best Music Videos of 2020», подготовленном редакцией издания.

## Живое выступление
30 августа 2020 года Гага исполнила попурри из песен альбома Chromatica на церемонии вручения премии 2020 MTV Video Music Awards, в которую вошла и «911». Выступление началось с того, что Гага лежала на кушетке и смотрела церемонию VMA в стиле ретро 90-х. Затем она соскользнула с шеста в комнату, полную обнажённых манекенов, пока играла инструментальная прелюдия «Chromatica II». По мере того, как прелюдия переходила в «911», она присоединилась к своим танцорам для хореографического выступления. На Гаге было ярко-зелёное боди, состоящее из двух частей, и звукоактивная светодиодная маска для лица.

## Список треков
| №  | Название                             | Длительность |
| -- | ------------------------------------ | ------------ |
| 1. | «911» (Bruno Martini remix)          | 2:46         |
| 2. | «911» (Bruno Martini extended remix) | 3:40         |

| №  | Название                           | Длительность |
| -- | ---------------------------------- | ------------ |
| 1. | «911» (Sofi Tukker remix)          | 3:46         |
| 2. | «911» (Sofi Tukker extended remix) | 4:17         |

| №  | Название            | Длительность |
| -- | ------------------- | ------------ |
| 1. | «911» (WEISS remix) | 5:43         |

## Хит-парады
| Чарт (2020)                                | Высшая позиция |
| ------------------------------------------ | -------------- |
| Австралия (ARIA)                           | 76             |
| Канада (Billboard Canadian Hot 100)        | 85             |
| Франция (SNEP)                             | 141            |
| Греция (IFPI)                              | 81             |
| Италия (FIMI)                              | 92             |
| Литва (AGATA)                              | 61             |
| Новая Зеландия (Recorded Music NZ)         | 5              |
| Португалия (AFP)                           | 84             |
| Шотландия (OCC Scotland)                   | 64             |
| Великобритания (OCC UK Singles Downloads)  | 98             |
| США (Billboard Bubbling Under Hot 100)     | 1              |
| США (Billboard Hot Dance/Electronic Songs) | 10             |
| США (Rolling Stone Top 100)                | 87             |

| Чарт (2020)                                 | Позиция |
| ------------------------------------------- | ------- |
| США (Hot Dance/Electronic Songs, Billboard) | 27      |

## Сертификации
| Регион                                                                      | Сертификация | Продажи |
| --------------------------------------------------------------------------- | ------------ | ------- |
| Италия (FIMI)                                                               | Золотой      | 35 000  |
| Данные о продажах + прослушиваниях приведены только на основе сертификации. |              |         |